# Metten Koornstra

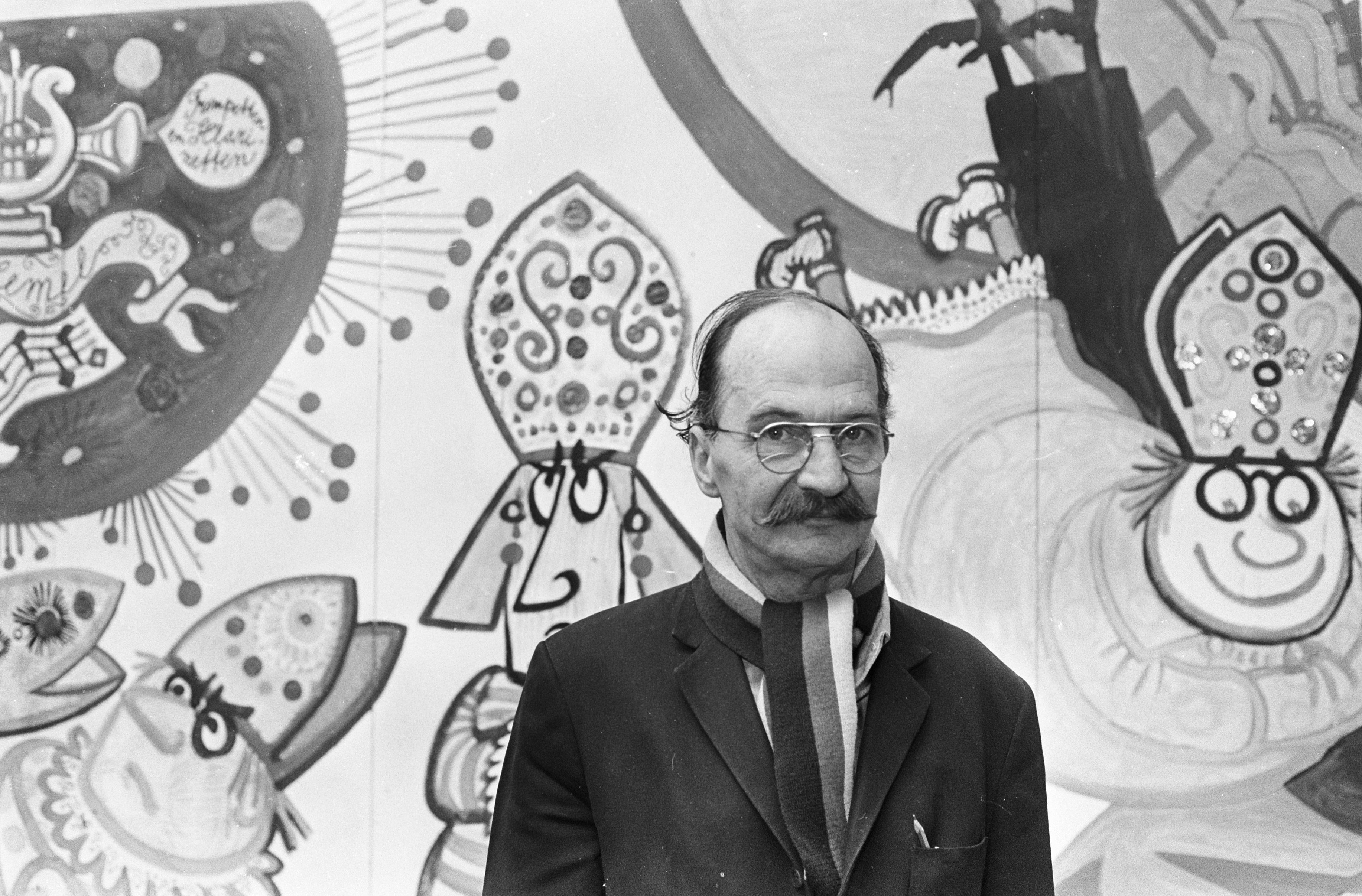
Metten Koornstra in 1969

Metten Teunis Koornstra (Rotterdam, 13 augustus 1912 - Amsterdam, 26 september 1978) was een Nederlands graficus en kunstschilder van verstilde landschappen en figuren. Tevens illustreerde hij boeken en ontwierp hij boekomslagen en theaterdecors.

## Familie
Hij was zoon van Agatha Maria van Leeuwen en Rinze Koornstra. Tussen 1937 en 1978 was hij getrouwd met Duifje Walvis, zangeres met artiestennaam Rita Dalvano. Vanaf circa 1958 waren ze gescheiden van tafel en bed ((met slechts een verdiepingsvloer ertussen, aldus een interview met Rita Dalvano in 1979); een officiële echtscheiding kwam er nooit. Grootvader Metten Koornstra (1852-1923) was een bekend Koudummer, die eerst militair was, maar daarna regelmatig in conflict kwam met militaire instanties.

## Levensloop
Koornstra (Tenny voor intimi) werd geboren in een streng protestants, calvinistisch milieu. Toen zijn vader in de Eerste Wereldoorlog (1918) overleed, verhuisde hij met zijn moeder naar Haarlem. Hier bracht hij zijn verdere jeugd door. De christelijke Mulo ondervond hij als een zware beproeving. Het vormde zijn diepgewortelde gevoel voor onafhankelijkheid en afkeer voor een verdere opleiding op scholen. In plaats daarvan had hij een grote diversiteit aan banen waaronder kok, banketbakker, zilversmid, verkoper en decorateur.
Na vele reizen door Frankrijk, waar hij vele musea bezocht, besloot Koornstra eind jaren dertig les te nemen op de Academie in Rotterdam. Daar leerde hij de techniek van het lithograferen bij Derkzen van Angeren. In 1939 werd er een eerste tentoonstelling georganiseerd van zijn tekeningen in Galerie De Ronde Brug aan de Reguliersgracht in Amsterdam. Zijn werk wordt gekenmerkt door een melancholische inslag en de kunst van het weglaten; het was verzet tegen te veel rationalisme en computertechniek.
Na de Tweede Wereldoorlog kocht Koornstra een oude litho-pers waarmee hij in zijn atelier een drukkerij inrichtte. Hiermee drukte hij letterlijk een belangrijk stempel op de naoorlogse opbloei van de Nederlandse grafische kunst. Samen met Piet Clement groeide hun Printshop aan de Prinsengracht 845 in Amsterdam uit tot een bekend galerie van kunstzinnig drukwerk (etsen etc).
Koornstra en echtgenote luisterden in de jaren vijftig, zestig en zeventig menig Schrijvers- en Boekenbal op; hij met decoraties en decor; zij met haar dansorkest. Hij ontwierp ook de originele boekomslag van Het stenen bruidsbed van Harry Mulisch.
Koornstra werd geportretteerd door psychiater en seksuoloog Herman Musaph, die schilderlessen van Koornstra genoot.
Zijn overlijden op dinsdag 26 september 1978 was landelijk nieuws.
- Bibliothèque nationale de France: cb14980326f (data)
- Biografisch Portaal: 61189934
- Digitale Bibliotheek voor de Nederlandse Letteren: koor002
- Gemeinsame Normdatei: 1146902433
- International Standard Name Identifier: 0000 0000 6664 1362
- KulturNav: 38d0798a-e695-496e-88a0-b9fca2ea552d
- Library of Congress Control Number: n84058559
- Nederlandse Thesaurus van Auteursnamen: 070324115
- RKD-Nederlands Instituut voor Kunstgeschiedenis: 45802
- Union List of Artist Names: 500076345
- Virtual International Authority File: 74127056
- WorldCat: E39PBJtGVym4KdYvxV8gp3xJjC